# Фриштенски, Густав
Густав Фриштенски (чеш. Gustav Frištenský, 18 мая 1879 — 6 апреля 1957) — чешский силач и борец греко-римского стиля, неофициальный чемпион Европы.

## Биография
Родился в 1879 году в деревушке Камгаек (в современном районе Колин) в крестьянской семье. Уже в возрасте 7 лет пахал поля, в 14 лет отец отправил его учиться на кузнеца, а затем решил, что лучше, чтобы сын стал мясником. Густав Фриштенски переехал в Брно, где стал работать в мясной лавке и посещать местные спортивные клубы. С 1900 года стал участвовать в борцовских состязаниях, а в 1903 году выиграл неофициальный чемпионат Европы в Роттердаме.
По возвращении в Брно Густав Фриштенски обнаружил, что лишился работы, и решил стать профессиональным борцом. Перед Первой мировой войной он объездил много континентов и провёл много схваток (включая схватку в США с Фрэнком Готчем), большинство из которых выиграл. С 1917 года вместе с женой Мирославой поселился в Литовеле.
В межвоенный период Густав вместе с братом владел фермой, снялся в небольшой роли в кинофильме «Pražský kat» («Пражский палач»), однако основным его занятием были поездки с выступлениями в цирках. В 1929 году, в возрасте 50 лет, стал чемпионом Европы среди профессионалов.
В 1956 году Густаву Фриштенски было присвоено звание «Заслуженный мастер спорта Чехословакии».